# 기타고정
기타고정(일본어: 北郷町)은 미야자키현의 남부, 미나미나카 군에 있던 정이다. 2009년 3월 30일에 니치난시·난고정과 신설 합병해 새로운 니치난시의 지역 자치구가 되었다.

## 지리
미야자키 현의 남부, 미야자키시에서 남쪽으로 약 30km 떨어진 내륙부에 위치한다. 와니쓰카 산지의 동단부에 해당하고 정역 전체가 산지이다. 총 면적의 약 88%는 삼림이고 그 대부분이 오비 삼나무다.
연평균 기온은 18.7°C, 연 강수량은 2,573.5mm(2006년)이었다.

### 인접한 자치체
- 미야자키시
- 니치난시
- 미야자키 군 기요타케 정
- 기타모로카타군 미마타정

## 역사
에도 시대에는 오비번령이었다. 폐번치현 후에는 오비 현→미야코노조 현→미야자키 현→가고시마 현을 거쳐 1883년에 미야자키 현 소속이 되었다.
- 1889년 5월 1일 - 정촌제 시행에 의해 미나미나카 군 기타고 촌이 성립하였다.
- 1959년 1월 1일 - 기타고 촌이 정으로 승격해 기타고 정이 되었다.
- 2009년 3월 30일 - 니치난시·난고정과 합병해 새로운 니치난 시의 지역 자치구가 되었다.

## 경제
주요 산업은 1차 산업(특히 농업·임업)이다. 농업은 돼지·브로일러 등의 축산이나 야채·화훼가 중심이고 겨울철의 긴 일조 시간을 살린 스위트피가 유명하다. 고도 경제성장기에 인구 유출이 계속 된 것에 대한 대책의 일환으로서 기업 유치도 진행되고 있어 1974년부터 누계로 16개사가 정내에 진출해 있다. 상업은 소매점 중심으로 연간 판매액은 약 30.9억엔이다. 다만 주변 자치체로의 구매력의 유출이 보인다.

## 교통

### 철도
- 규슈 여객철도 니치난 선

## 자매 도시
- 미국 뉴햄프셔주 포츠머스